# Поллан, Майкл
Майкл Поллан (род. 6 февраля 1955, Лонг-Айленд, Нью-Йорк) — американский писатель-публицист, журналист, активист здорового питания и преподаватель журналистики в Высшей школе журналистики Калифорнийского университета в Беркли. В газете The New York Times в 2006 году был назван «либеральным гурманом-интеллектуалом». Лауреат премии Ниренберга (2014).

## Биография и творчество
Родился в семье писателя и финансового консультанта Стивена Поллана и обозревателя Корки Поллан. Получил степень бакалавра в области английского языка в колледже Беннингтона в 1977 году и степень магистра в области английского языка в Колумбийском университете в 1981 году.
Самой известной работой является книга «Дилемма всеядных» (англ. The Omnivore’s Dilemma), в которой Поллан развивает свою теорию четырёх способов получения человечеством пищи (текущая промышленная система сельского хозяйства, большие хозяйства, небольшие локальные частные хозяйства и собирательство и охота) и делает вывод о фундаментальном противоречии между логикой природы и промышленного производства продуктов питания. Он подвергает критике современную агроиндустрию за разрушение традиционных природных циклов в растениеводстве и животноводстве и за слишком активное использование кукурузы для самых различных целей, делая в итоге вывод, что лучшим вариантом здорового питания является собственноручная охота. Отрывок из книги был опубликован в журнале Mother Jones.
Другими известными его работами являются «Ботаника желания» (англ. The Botany of Desire), где он высказывает свою гипотезу о том, что то или иное растение, используемое человеком, отвечает за удовлетворение одного из его фундаментальных желаний, и «В защиту питания: Манифест едока» (англ. In Defense of Food: An Eater’s Manifesto), в которой подвергает критике существующие представления о диетах, призывая людей есть только то, что считали едой их бабушки, с одной стороны, высказываясь в пользу растительной пищи, с другой — утверждая, что жиры и холестерин не так вредны, как пытаются это представить некоторые.
Работы Поллана подвергаются значительной критике со стороны многих учёных, которые обвиняют его в пропаганде антинаучных взглядов, а также борцов за права животных, за призывы к добыче пищи охотой, а также за ксенофобию и антииммигрантские настроения. «Когда он пропалывал и рыхлил землю вокруг цветущих кустов картофеля, его вдруг осенило, что он невольно стал рабом картошки», — замечал про Поллана Джеймс Скотт.

## Фильмография
- Царица полей